# Barelová bomba

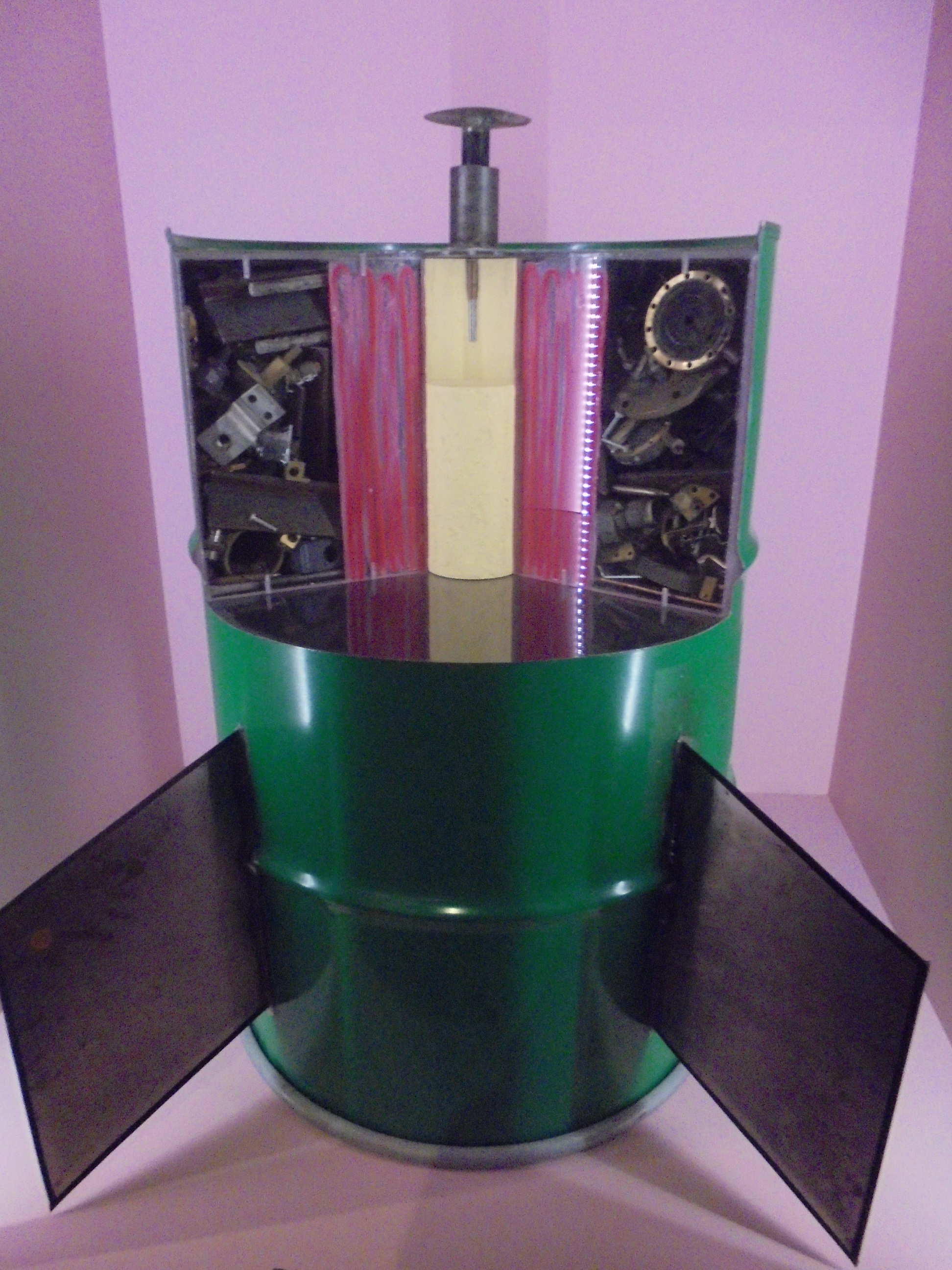
Maketa barelové bomby

Barelová bomba je typem improvizovaného výbušného zařízení vyrobeného z velkých kovových barelů naplněných výbušninami, kovovými střepinami, ropou nebo jinými chemikáliemi, které je shazováno z letadel nebo helikoptér. Kvůli vysokému obsahu výbušnin, nízké přesnosti a užívání těchto prostředků v hustě zalidněných oblastech (včetně uprchlických táborů), mohou být následky výbuchu devastující. Kritikové[kdo?] tyto zbraně charakterizují jako teroristické a nelegální z hlediska mezinárodního práva.
První zdokumentované užití barelové bomby pochází z 29. září 1947, kdy byla použita sionistickou teroristickou organizací Irgun proti Britským autoritám v Palestině.
Mezi další záznamy použití barelových bomb pochází například z války ve Vietnamu, či chorvatské války za nezávislost, kde jich několik bylo shozeno ze zemědělských letadel Antonov An-2 na srbské jednotky během bitvy o Vukovar. Jejich použití bylo zaznamenáno také během válek v Súdánu včetně konfliktu po rozdělení země v roce 2011. K masivnímu rozšíření užívání barelových bomb došlo během syrské občanské války a sunnitského povstání v provincii Anbár.